# Spiedo bresciano
Lo spiedo bresciano è un piatto italiano, tipico della provincia di Brescia.

## Origini
È tipico delle valli bresciane e del lago di Garda di antiche origini contadine, tradizionale del pranzo domenicale. Le famiglie bresciane si alzano la domenica mattina molto presto per preparare e cuocere lo spiedo.

## Generalità
Lo spiedo bresciano è una preparazione gastronomica, di chiara origine venatoria, antica e molto tradizionale del Bresciano.
Nonostante i dettagli della ricetta varino in base alla zona e alla tradizione di ogni famiglia, le caratteristiche principali sono ben definite: il piatto è costituito da pezzi di carne di vario tipo quale maiale, pollo e coniglio, uccellini (tradizionalmente le pregiate peppole sono la carne prescelta) e patate infilzati su lunghi spiedi, localmente detti ranfie, e messi a cuocere a fuoco molto lento in appositi forni rotanti per diverse ore, condendoli con abbondante burro fuso di origine animale, preferibilmente nostrano e con almeno l'80% di grasso, salvia, pezzi di lardo, sale (possibilmente fino di origine non marina) e altri aromi. Molta della piccola cacciagione originalmente usata per questo piatto è oggi salvaguardata dalla legislazione sulla caccia. Il piatto viene tradizionalmente accompagnato da polenta, insalata e preceduto da un primo magro, come la tipica minestra sporca bresciana a base di fegatini di pollo.
Esistono delle peculiarità tra gli spiedi delle varie zone della provincia: Franciacorta, Val Trompia, Valle Sabbia, Val Camonica, Valtenesi, Garda, pianura e Brescia. Le differenze riguardano il tipo di cottura, le tipologie dei pezzi, i contorni, il metodo di salatura e di spiedatura dei pezzi. Gli uccellini sono una presenza costante della preparazione, aspetto che sottolinea la tradizione venatoria presente in tutto il territorio bresciano.
Lo spiedo bresciano di Gussago e quello di Serle sono preparazioni DECO. A inizio 2021, anche lo spiedo bresciano del comune di Toscolano-Maderno ha ottenuto il riconoscimento della preparazione DECO.

## Preparazione
La preparazione degli spiedi è detta spiedatura, e consiste nel predisporre secondo alcune regole i pezzi (o prese) in modo alternato sulle ranfie.
Ogni singola presa deve avere un peso di circa 70-80 grammi. Per questo motivo è importante l’accuratezza del taglio della carne.
Usualmente, come primo pezzo viene infilata una fetta di patata (spessa circa 1 cm). Si mettono foglie di salvia tra ogni presa e all'interno dei pezzi di carne. Vicino agli uccellini si inseriscono quadretti di lardo (ripetuti lungo la fila nelle posizioni opportune), col fine di mantenerli morbidi ed evitare così che secchino durante la cottura. Un altro accorgimento è quello di accostare le prese di carne magra (ad esempio il coniglio) a quelle di carne grassa (ad esempio la costina di maiale). Le prese non vengono pressate le une sulle altre, ma solamente appoggiate per evitare problemi di cottura non uniforme.
Dopo aver riempito ogni “forcola” in maniera omogenea e di peso il più simile possibile, le "forcole" vengono montati su una struttura che li mantiene posizionati a raggiera intorno ad un perno centrale che servirà, in fase di cottura, a poterli mantenere in rotazione costante (una volta esclusivamente manuale, mentre oggi si può fare anche con l’ausilio di motori elettrici).

### Preparazione dei "momboli"
Parte fondamentale della preparazione è il taglio delle porzioni che devono essere il più possibile di dimensioni uguali. Poi si procede con la cosiddetta preparazione dei “momboli”, che consiste nell’arrotolare le fetta di coppa assieme ad una foglia di salvia

## Cottura
Secondo tradizione lo spiedo deve cuocere molto lentamente, almeno per quattro/cinque ore, per garantire che sia contemporaneamente morbido e ben cotto. Per la cottura si usano dei lunghi forni creati appositamente per la cottura di questa pietanza, chiamati tamburo, costituiti da due supporti a tamburo rotanti sotto ai quali viene messa la fonte di calore e al di sopra del quale si trova un recipiente forato che copre tutta la lunghezza del forno.
La cottura può avvenire a legna, ad esempio con legno d'ulivo o di vite, o a carbonella. Esistono dei forni da spiedo a cottura elettrica, ma questa tipicamente viene considerata una cottura di qualità inferiore rispetto a quella effettuata sul fuoco.
Durante la cottura lo spiedo viene mantenuto bagnato e condito da un misto di burro fuso, grasso e sale che viene costantemente riportato dalla vasca di raccolta posta sul lato inferiore del forno alla vasca forata posta sulla sommità, che lo lascia gocciolare sugli spiedi sottostanti.
La differenza del risultato è data da tanti piccoli gesti e trucchetti di ogni famiglia, spesso soggettivi, nonché dall’esperienza e dall’amore con cui si prepara questa pietanza che diventa quasi un rito spesso mantenuto gelosamente segreto.

## Come servirlo

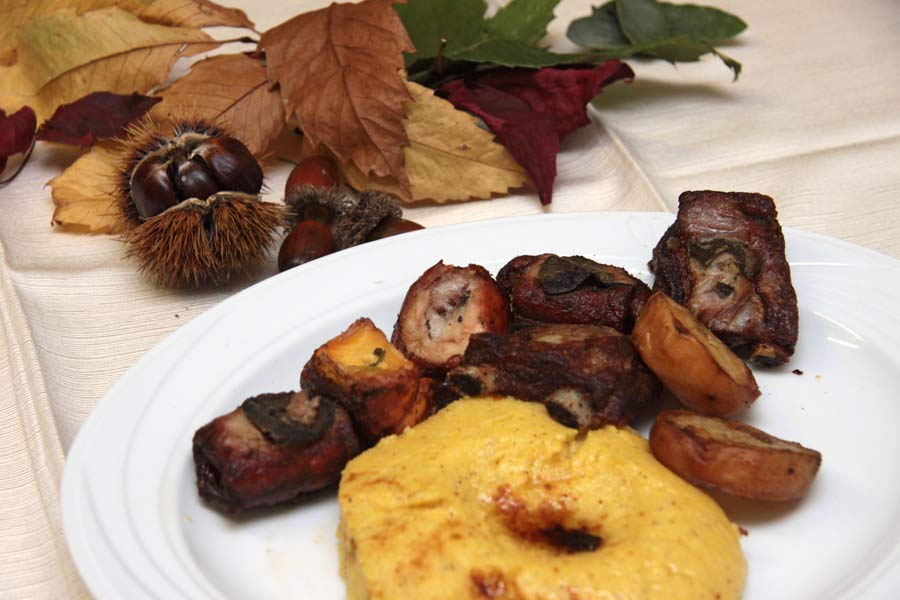
Una portata “esemplare” di spiedo bresciano. Fotografie offerte dall’agriturismo Aquila Solitaria di Serle (BS).

Si riconosce uno spiedo bresciano ben cotto quando il burro residuo sulla superficie della carne fa la caratteristica “schiumetta”.
Quando lo spiedo appare cotto, asciutto ma succulento (colore bruno o rosso scuro a seconda dei pezzi, croccante fuori - con crosticina - e molto morbido dentro) la ricetta dello spiedo bresciano dice che ci si può preparare per servirlo in tavola, avendo cura di conservare il burro fuso residuo usato per la sua unzione. Al di là del tempo di cottura, l’unico riferimento preciso per riconoscere lo stato di cottura dello spiedo è l’assaggio.
Le carni, secondo la ricetta del vero spiedo bresciano, devono essere di colore marrone/rossastro molto carico e con la superficie brillante. Mangiandole, deve essere apprezzabile la crosta secca esterna e l’interno morbido ma assolutamente non unto.
Lo spiedo bresciano della ricetta più antica viene consumato con la polenta e l’intingolo. L’intingolo non è altro che il burro fuso che, una volta terminata la cottura dello spiedo, non viene buttato via ma conservato e versato sulla polenta avendo cura di creare un piccolo invaso nella polenta stessa per poterlo contenere creando un piccolo ristagno.

## Vini in abbinamento
Un piatto così ricco e strutturato ha bisogno di un vino rosso che possa contrastare le rilevanti doti di grassezza e aromaticità. Praticando un rigoroso abbinamento del territorio, ecco i classici vini serviti con lo spiedo bresciano:
- Valtenesi
- Garda classico Rosso superiore
- Garda Bresciano Groppello
- Curtefranca rosso Vigna
- Capriano del Colle rosso riserva
- Botticino riserva
- Cellatica superiore

## Sagre e feste in onore dello spiedo bresciano
- Fiera del Vino a Polpenazze del Garda (si svolge nell'ultimo week end di Maggio nel Centro Storico del paese);
- Festa dell'uva e dello spiedo a Gussago.

È consuetudine diffusa, soprattutto la domenica, che i ristoranti bresciani preparino lo spiedo da consumarsi in loco o da asporto.